# Marko Diaci
Marko Diaci, slovenski inženir elektrotehnike, magister ekonomije in poslovnih ved ter politik, * 20. marec 1971.
Med letoma 2000 in 2004 je bil poslanec v Državnem zboru Republike Slovenije. Od leta 2010 je župan Občine Šentjur.

## Mladost
Zgodnja leta je preživel v Zlatečah in Vrbnem. Na Tehnični fakulteti Univerze v Mariboru je kot inženir elektrotehnike diplomiral leta 1993, pet let kasneje pa še na Fakulteti ekonomsko-poslovnih ved Univerze v Mariboru. 

## Politika
Istega leta (1998) se je vključil v lokalno politiko kot občinski svetnik Občine Šentjur, prav tako je bil dejaven v študentski organizaciji. Leta 2004 je magistriral iz ekonomije in poslovnih ved.
Med letoma 2000 in 2004 je bil poslanec 3. državnega zbora Republike Slovenije, nato pa je deloval v gospodarstvu. Leta 2002 je na listi Stranke mladih Slovenije kandidiral za župana Občine Šentjur. Prejel je 12,2 odstotka glasov in pristal na tretjem mestu.
Na Lokalnih volitvah 2010 je bil v drugem krogu prvič izvoljen za župana Občine Šentjur, že v prvem krogu pa je zmagal tudi štiri leta kasneje. Kot eden izmed petih kandidatov je s 77,76 % glasov zmagal tudi na Lokalnih volitvah 2018. Leta 2022 ga je na volitvah izzvala takratna poslanka SDS Jelka Godec, Diaci je prejel nekaj čez 70 odstotkov glasov. Vse mandate je opravljal poklicno.  

## Zasebno
Je poročen in oče sina. Živi v Šentjurju.